# David de Kabouter
David de Kabouter is een oorspronkelijk Spaanse tekenfilmserie (originele titel: David el gnomo), gebaseerd op de kabouterboeken van Rien Poortvliet (illustraties) en Wil Huygen (verhaal). Het is een productie in samenwerking met het WWF. De eerste twee seizoenen van de tekenfilmserie gaan over de avonturen van Dokter David en zijn vrouw Lisa. David of de dieren komen in allerlei nare situaties terecht. Veel van deze nare situaties worden veroorzaakt door de trollen. Een viertal trollen, genaamd Pot, Pat, Poppie en hun baas Hollie, zitten David en de andere kabouters regelmatig dwars.   In het derde seizoen krijgt zijn neef rechter David de hoofdrol, die altijd is vergezeld door zijn rechterhand Daan.

## Ontstaan
De tekenfilmserie kwam van oorsprong uit Spanje en droeg als titel David el gnomo. De serie werd gemaakt in opdracht van BRB International in 1985, met als producenten José Luis Rodríguez en José Manuel Iglesias. Er zijn 52 afleveringen gemaakt.
De Nederlandse versie werd vanaf 1988 uitgezonden door BRT1, AVRO en Kindernet. De Nederlandse vertaling en bewerking deed Eelco Zwart. De regie was in handen van Hero Muller. Vanaf 4 april 2011 was de Nederlandse versie van David de Kabouter opnieuw te zien op Kindernet., Vanaf 16 juli 2021 is de Nederlandse versie weer opnieuw te zien op Pebble TV.

## Stemmen
De Nederlandse stem voor David is ingesproken door Dick Poons, de stem van Lisa door Hetty Hagens. In het derde seizoen, De Oproep der Kabouters, is de hoofdpersoon de neef van David, die ook David heet en rechter is. De stem van deze David is vertolkt door Hero Muller, die ook de regisseur van de nasynchronisatie was. Andere stemmen zijn Anneke Bakker, Cil van den Broek, Ket van der Brugge, Jos van der Burgt, Jon van Eerd, Lasca ten Kate, Bas Kuyper, Nico Leenders, Ellen Letsch, Jaap Poelgeest, Joeri Prinsenberg, Paul van Schalk, Petra Schmidt, Hans Simonis, Janine Stipetic, Karin de Vries, Cees van Zijtveld en nog vele andere stemacteurs. David de Kabouter werd regelmatig door Ketnet herhaald.
De titelsong werd gezongen door Dick Poons.

## Afleveringen

### Seizoen 1
1. David de Kabouter
2. De Kleine Heks
3. Het Italiaanse Meisje
4. De Baby Trol
5. Het Bouwen van een Huis
6. De Bruiloft
7. Een Dagje Thuis
8. Het Zwarte Meer
9. De Vijver in het Woud
10. Het Beroep van Dokter
11. Het Magische Doktersmes
12. De Oude Tuin
13. De Gevangen Beer

### Seizoen 2
1. Een Ongelukkig Uitstapje
2. De Houthakker
3. Een Lesje voor Kostia
4. De Redding van de Hazen
5. De Gekneusde Enkel
6. De Steen zonder Schaduw
7. De Vliegenvangers
8. De Slapende Vleermuizen
9. Het Feestje in Spanje
10. Een Reis naar Australië
11. De Vergiftigde Wolf
12. De Oude Dokter
13. De Bergen van het Grote Hiernamaals

### Seizoen 3 -Oproep der Kabouters
1. Rechter David
2. Loch Ness
3. Een Trip naar Canada
4. Het Magische Tapijt
5. De Tiroler Gems
6. De Verschrikkelijke Sneeuwman
7. De Goudzoekers
8. De Ballon
9. Een Rechtszaak in Griekenland
10. De Bergen van Midden-Europa
11. Trollen in Italië
12. Lied van Kaboutershima
13. Olympische Spelen voor Kabouters
14. IJshockeywedstrijd in Siberië
15. Bosbranden
16. De Chinese Muur
17. Redding van het Stinkdier
18. Avontuur in Hawaï
19. De Gestolen Spiegel
20. Winterraces
21. Avontuur in het Bos
22. Roep uit Scandinavië
23. Gevaar in Patagonië
24. De Bruiloft van Daan en Bruna
25. Ontmoeting met mensen
26. Davids Afscheid